# دودج
دودج (بالإنجليزية: Dodge)‏ هي علامة تجارية أمريكية للسيارات وقسم من ستيلانتس، ومقرها في أوبورن هيلز، ميشيغان. تضمنت سيارات دودج تاريخيًا سيارات عالية الأداء [الإنجليزية]، ولفترة طويلة من وجودها، كانت دودج هي علامة كرايسلر متوسطة السعر فوق شركة بليموث.
تأسست شركة دودج كمتجر للآلات تابع لشركة Dodge Brothers على يد الأخوين هوراس إلجين دودج وجون فرانسيس دودج في أوائل القرن العشرين، كانت دودج في الأصل موردًا لقطع الغيار والتجمعات لشركات صناعة السيارات في ديترويت مثل فورد. بدأوا في بناء سيارات كاملة تحت العلامة التجارية "دودج براذرز" في عام 1914، قبل تأسيس شركة كرايسلر. كان المصنع الواقع في هامتراميك بولاية ميشيغان هو مصنع دودج الرئيسي من عام 1910 حتى تم إغلاقه في يناير 1980. توفي جون دودج من الإنفلونزا الإسبانية في يناير 1920، حيث ضعفت الرئتين بسبب مرض السل قبل 20 عامًا. توفي هوراس في ديسمبر من نفس العام، ربما أضعفته الإنفلونزا الإسبانية، على الرغم من أن سبب الوفاة كان تليف الكبد. تم بيع شركتهم من قبل عائلاتهم إلى Dillon، Read & Co. في عام 1925 قبل بيعها لشركة Chrysler في عام 1928.
أول سيارة أنتجت بالكامل من قبل الشركة كانت عام 1914.
كلمة دودج تعني خدعة، تمتاز دودج بواجهتها التي تميل إلى التوحش والتي تمكن ناظرها من أن يميزها عن أي شركة سيارات أخرى، تقوم دودج في هذه الفترة بتعزيز مكانتها في جميع الأسواق، فهي تصنع جميع ما تتطلبه الأسواق من السيارات ذات الحجم الصغير مرورًا بالسيدان حتى الهاتشباك والفانات والجيبات.
تقوم دودج بصناعة سيارات من طراز SRT المعروفة عالميا بقوتها الجبارة والتي تعتبر من أقوى السيارات السريعة بالعالم غير ان معظم سيارات دودج القوية تحتوي على المحركات المصنوعة من شركة هيمي HEMI العالمية المعروفة بأدائها العالي جدا وقوة محركاتها الجبارة ولا سيما في حال الشد والسحب وقطع الطرقات الوعرة بواسطة هذا المحرك الخيالي القوة والذي فاز بكثير من الجوائز العالمية في قوة الأداء المتناهي.

## التأسيس والسَنَوات الأولى
بعد تأسيس شركة دودج من قبل هوراس وجون دودج في سنة 1900 وكان مقر الشركة في منطقة ديترويت وقد كان عمل الشركة مقتصراً علي تطوير محركات السيارات وصناعة بعض القطع لهياكل السيارات وقد نجحت الشركة في هذا المجال وكانت تمول منتجاتها لشركات كثيرة مثل شركة فورد الحديثة العهد اناذاك، ولكن عائلة دودج كان تطمح الي صناعة سيارات متكاملة بالشركة وفي عام 1913 بدأت المحاولات الحقيقية.
بحلول عام 1914 صنعة شركة دودج أول سيارة متكاملة تدعى دودج 30 وقد نجح هذا الطراز وقد تفوق على نظيرهفورد تي المنتجة في ذلك العام، فقد اكتسب الطراز شهرة واسعة جداً مما يحمله من مميزات كثيرة وفقد كان الطراز مصنوع من الفولاد الخالص في حين كانت جميع سيارات ذلك الوقت تصنع من الخشب وكانت بداية النجاحات وفي حلول عام 1916 وقد صنفت شركة دودج في المركز الأول للشركات الأمريكية الأكثر مبيعاً وفي نفس السنة قرر هنرى فورد من دفع بعض المستحقات عليه لـ دودج سعياً منه لمحاربة نجاح دودج المبهر خوفاً علي شركته.

## دودج في العالم
سيارات دودج دورانجو متوفرة الآن في جميع أسواق دول العالم.
سوق آسيا
دخلت دودج السوق اليابانية في منتصف عام 2007 ودخلت في الأسواق الصينية في اواخر عام 2007 ويتم تجميع محركات السيارات في الصين التي تباع في الأسواق الصينية، وتباع سيارات دودج في كوريا الجنوبية من عام 2004
سوق الشرق الأوسط
تباع سيارات دودج منذ زمن بعيد
سوق أستراليا
تم إعادة تسويق سيارات دودج في السوق الأسترالية في عام 2006 بعد انقطاع أكثر من 30 عام وتقوم خطط التسويق في أستراليا من قبل الشركة بأستراد طراز جديد كل ستة أشهر للسنوات الثلاثة القادمة، وذلك لازيادة الإقبال علي سيارات دودج من قبل الزبون الأسترالي.
سوق البرازيل
في السوق البرزيلية نجحت موديلات Dakota and Ram هناك وخاصة Ram 3500 وبدأ هذا الموديل من تحقيق مبيعات قياسية في عام 2006
سوق كندا
في السوق الكندية تواجه شركة دودج منافسة شرسة من قبل كريسلر
سوق المكسيك
تباع سيارات دودج في المكسيك تحت علامة هيونداي من موديل Hyundai Atos وHyundai H100 لمدة سنتين، وقد تم بيع سيارات دودج تحت علامة دودج من عام 2008 بعد أن قامو مستثمرين صينيون من شراء شركة هيونداي مؤخراً.

## وصلات خارجية
- الموقع الرسمي